# Aulo Pacônio Sabino
Aulo Pacônio Sabino (em latim: Aulus Paconius Sabinus) foi um senador romano nomeado cônsul sufecto para o período de julho a dezembro de 58 com Aulo Petrônio Lurcão.